# Hochstift Utrecht
Das Hochstift Utrecht (Ndl. Sticht Utrecht) war der weltliche Herrschaftsbereich der Bischöfe von Utrecht und ein Territorium im Heiligen Römischen Reich. Es entstand seit dem 11. Jahrhundert und bestand als eigenständige Macht bis ins 16. Jahrhundert. Danach fiel es an Spanien. Das Gebiet schloss sich 1579 als Teil der Utrechter Union den entstehenden Niederlanden an.

## Geschichte

### Vorgeschichte
Nach gescheiterten Ansätzen im 7. Jahrhundert unter anderem um 690 durch Willibrord, konnte dieser die Friesenmission erst 719/22 wieder aufnehmen und gilt als erster Bischof des Bistums. Eine feste Organisation des friesischen Bistums folgte indes erst in der zweiten Hälfte des 8. Jahrhunderts. Eine ununterbrochene Bischofsreihe begann seit Bischof Alberich (seit etwa 777). Unterstellt war es dem Erzbischof von Köln. Das Gebiet der Diözese umfasste den nördlich der Waal liegenden Teil der heutigen Niederlande bis fast zum Fluss Ems.
Während der Einfälle der Normannen im 9. Jahrhundert flohen die Bischöfe bis nach Deventer. Seit Bischof Balderich (917/18–975) kamen die Bischöfe 929 nach Utrecht zurück. Die zerstörte Stadt wurde nun wieder aufgebaut. In seiner Zeit gehörte das Bistum zeitweise dem westfränkischen Reich an. Balderich unterstellte sich aber dem ostfränkischen König Heinrich I.
Während des Investiturstreits hielten die Bischöfe meist zum Kaiser. Bischof Wilhelm I. von Utrecht hat 1076 die Exkommunikation von Gregor VII. verkündet. Sein Nachfolger Konrad war Erzieher Heinrich V. Von Ausnahmen wie Bischof Godebold abgesehen, blieben die Bischöfe meist kaisertreu. In den folgenden Jahrhunderten handelten die Bischöfe als Reichsfürsten jedoch zunehmend unabhängig vom königlichen Einfluss. Insbesondere seit der Zeit Heinrich VI. ließ der kaiserliche Einfluss nach.
Im Laufe der Zeit verloren die Bischöfe in der Stadt Utrecht einen Großteil ihrer weltlichen Rechte an die Bürgerschaft. Auch mit den Ministerialen kam es zu Konflikten. Eine starke Stellung gewann zunehmend auch das Generalkapitel, dem außer dem Domkapitel auch andere hohe Geistliche angehörten.
In Konflikt standen sie nach außen mit den Grafen von Holland und den Grafen von Geldern. Seit dem Ende des 13. Jahrhunderts nahm auch der Druck aus Brabant, Flandern und dem Hennegau zu. Der bedeutendste Fürstbischof im 14. Jahrhundert war Jan van Arkel (1342–1364), der in zahlreichen kriegerischen Konflikten mit Holland und Geldern das Hochstift rettete, aber auch im Bistum geistliche Reformen einführte.

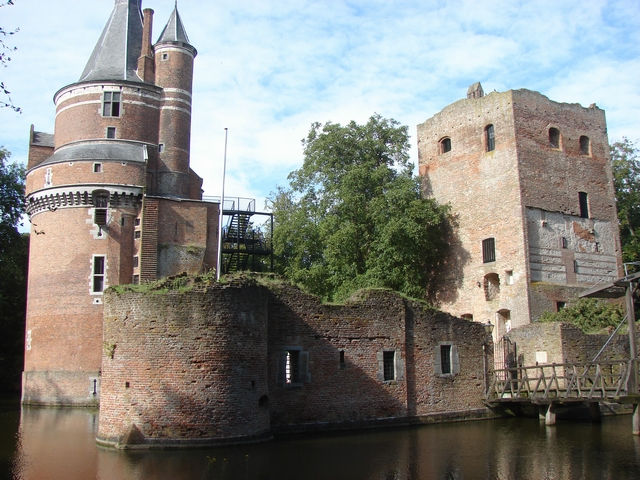
Residenz Bischof Davids in Wijk bij Duurstede
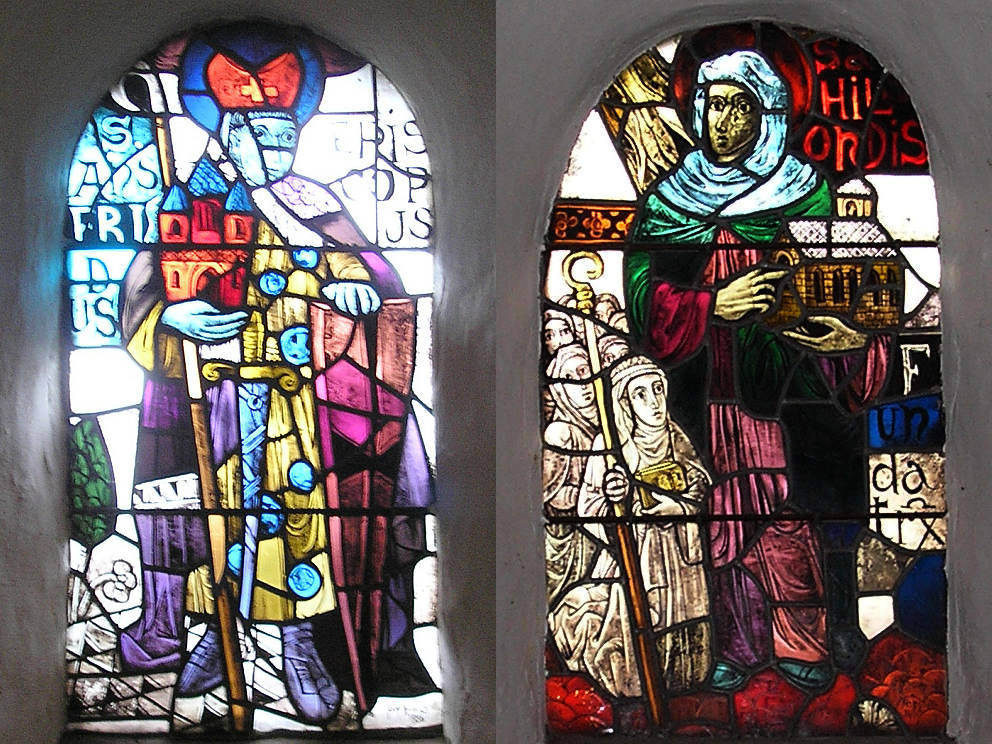
Ansfried von Utrecht und seine Frau Hereswint Gründerin des Reichsstift Thorn
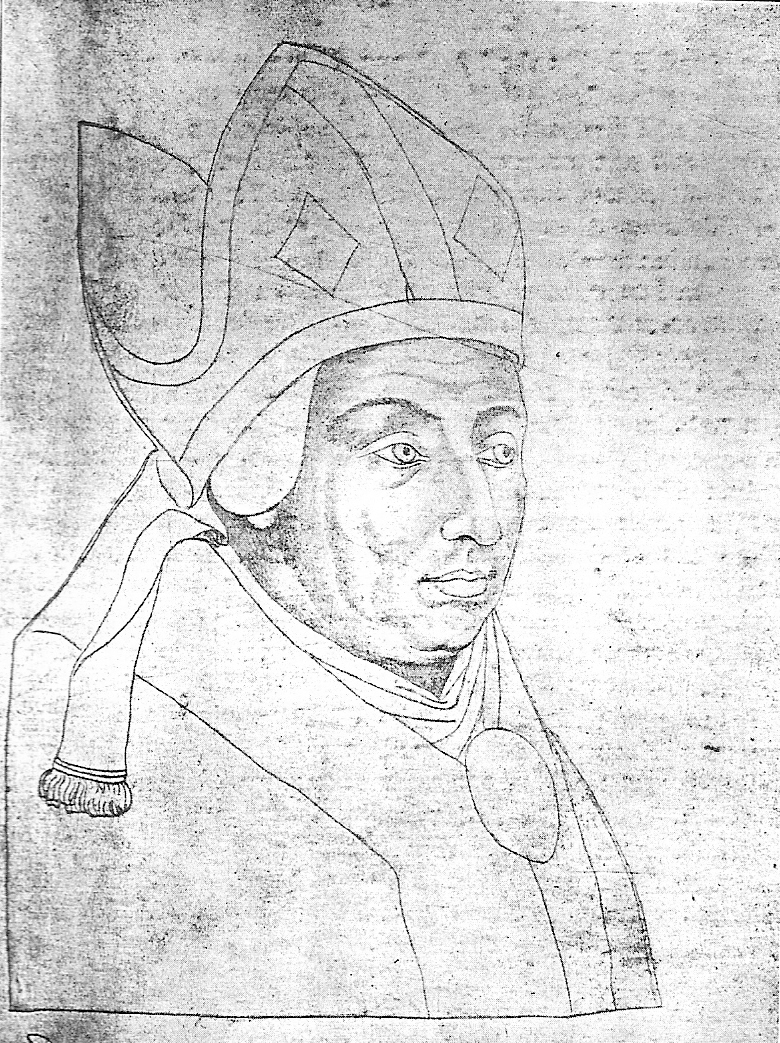
David von Burgund

### Territoriale Entwicklung
Zur Zeit von Bischof Adalbold (1010–1026) wurde als erster weltlicher Besitz die Grafschaft Drenthe im Süden von Groningen erworben. Weiterer Erwerb folgte: Teisterbant (1026), eine Grafschaft am Ostufer der Zuidersee (1042), die Grafschaft im Hamaland (1046), Westfriesland (1064), Stavoren (1077), Oster- und Westergau (1086), Ijsselgau (1086). Der Terrorialbesitz wurde nach 1108 durch die Grafschaft Geldern in zwei Teile getrennt. Das Niederstift umfasste das Gebiet um Utrecht gelegen zwischen dem Rhein und dem Zuidersee. Das Oberstift lag zwischen Deventer und Groningen.
Erst im späten Mittelalter bildete sich eine gewisse territoriale Staatlichkeit heraus, wobei sich der weltliche Herrschaftsbereich des Bischofs von Utrecht weit nach Osten (Oberstift mit Drenthe), bis an die Grenze des münsterschen Niederstifts, erstreckte; nachteilig für die Entwicklung der Landesherrschaft war dabei, dass es den Grafen, zuletzt Herzögen von Geldern gelang, den eigenen Herrschaftsbereich quer durch das Gebiet des Bischofs bis an die Zuidersee (Veluwe) auszudehnen. Seit 1439 beanspruchte das Haus Burgund die Oberhoheit (Schirmvogtei) auch über das Hochstift Utrecht und gewann maßgeblichen Einfluss auf die Besetzung des Bistums. David von Burgund, ein nichtehelicher Sohn von Philipp dem Guten war zwischen 1457 und 1496 Bischof.
Bei der Einrichtung der Reichskreise im Heiligen Römischen Reich wurde das Hochstift zunächst zum Niederrheinisch-Westfälischen Reichskreis (damals noch Niederländisch-Westfälischer Reichskreis) gerechnet, ebenso wie Geldern.
Als es unter Bischof Heinrich von der Pfalz der gerade im Krieg mit Geldern lag, im Hochstift zu Aufständen kam, übertrug dieser 1528 das Hochstift an Karl V. als Nachfolger Burgunds. Das Niederstift wurde unter Habsburger Herrschaft gemeinsam mit Holland verwaltet, während aus dem Oberstift die Provinz Overijssel gebildet wurde, die zunächst stets den gleichen Statthalter wie Friesland hatte. Durch den Burgundischen Vertrag von 1548 wurden die nach 1521 unter habsburgische Herrschaft gekommenen Gebiete (Geldern, Utrecht, Cambrai) dem Burgundischen Reichskreis zugewiesen.
Das Niederstift wurde 1579 als Provinz Utrecht, das Oberstift als Provinz Overijssel Teil der Union der Niederlande („Generalstaaten“), die eigentlich auch zum Oberstift gehörige Landschaft Drenthe stellte sich unter die gemeinsame Herrschaft der Generalstaaten. Am Ende des Achtzigjährigen Kriegs war das Gebiet völlig vom Heiligen Römischen Reich getrennt.

## Bischöfe
siehe Liste der Bischöfe von Utrecht